# Bear Creek (Alaska)
Pour les articles homonymes, voir Bear Creek.
Bear Creek est une census-designated place en Alaska aux États-Unis, appartenant au Borough de la péninsule de Kenai. Sa population était de 1 956 habitants en 2010.
Elle est située sur la côte est de la Péninsule Kenai, au nord-est de Seward, sur la Sterling Highway, à 193 km au sud d'Anchorage.
Les températures moyennes vont de −8 °C à 3 °C en janvier et de 9 °C à 17 °C en juillet.
Son nom a été relevé pour la première fois par D.H. Sleem sur la carte d'Alaska qu'il avait dressée. Proche de Seward et du terminus de l'Alaska Railroad, ses habitants travaillent dans cette ville, toutefois, la localité pratique aussi quelques activités touristiques, ainsi que l'entretien des bateaux et la pêche commerciale.